# Mirim Lee
Mirim Lee connue également sous le nom de Lee Mi-rim (en sud-coréen : 이미림), née le 25 octobre 1990, est une golfeuse professionnelle sud-coréenne évoluant sur le LPGA Tour. Au cours de sa carrière, elle a notamment remporté un tournoi majeur : l'ANA Inspiration en 2020.